# Aglais urticae
La ortiguera o mariposa de la ortiga (Aglais urticae) es una de las 143 especies que componen actualmente el género Aglais, incluido en la familia Nymphalidae. Es una mariposa de tamaño mediano y de colores naranja y negro que fue descrita por Carlos Linneo en 1758. Su epíteto genérico hace referencia a una de las tres Cárites o Gracias —Áglae— de la mitología griega. El específico, y también el nombre vulgar, hace referencia a la ortiga.
Se han descrito seis subespecies: A. u. chinensis, A. u. connexa, A. u. esakii, A. u. ichnusa, A. u. kansuensis y A. u. teruelensis, aunque según autores algunas podrían ser especies distintas.
Olmera (Nymphalis polychloros) es una especie parecida con la que se puede confundir.

## Descripción

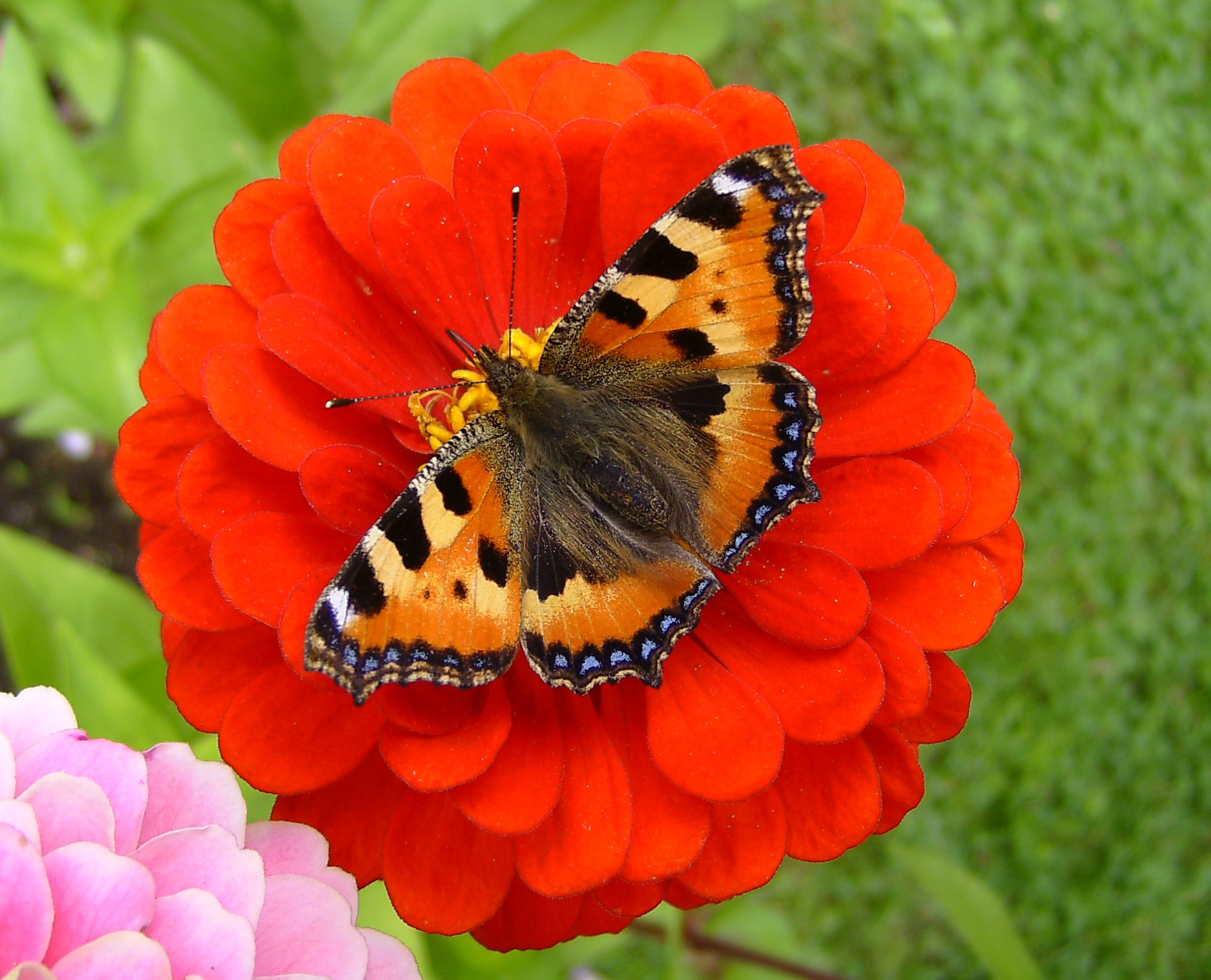
Anverso de una ortiguera libando en una flor de jardín

Son mariposas medianas, de 4 a 5 cm de envergadura, las hembras medio centímetro más que los machos. El anverso o cara superior de las alas son de un tono naranja con manchas negras. El reverso es de color amarillo pálido y negro jaspeado de marrón. Ambos sexos poseen un diseño y colorido muy similar.
Alas anteriores y posteriores con los bordes irregulares. Por el anverso, los márgenes son de color ocre y marrón oscuro con una línea de pequeñas lúnulas de color azul cobalto en la zona submarginal. En medio de la celda de las alas anteriores aparece una mancha negra bien definida y en su extremo distal otra más grande que llega hasta la costa que es leonada. En el ápice hay otra mancha negra que se extiende desde V5 hasta la costa y una pequeña mancha blanca en contacto con aquella. Entre las tres manchas negras hay dos zonas amarillas. La zona basal es marrón y naranja, con algunas escamas amarillentas. La zona postdiscal, anaranjada, posee tres puntos negros en E1b, E2 y E3 y una mancha amarillenta en E1b. La subespecie A. u. ichnusa, endemismo insular de Córcega y Cerdeña, carece de estos puntos negros.

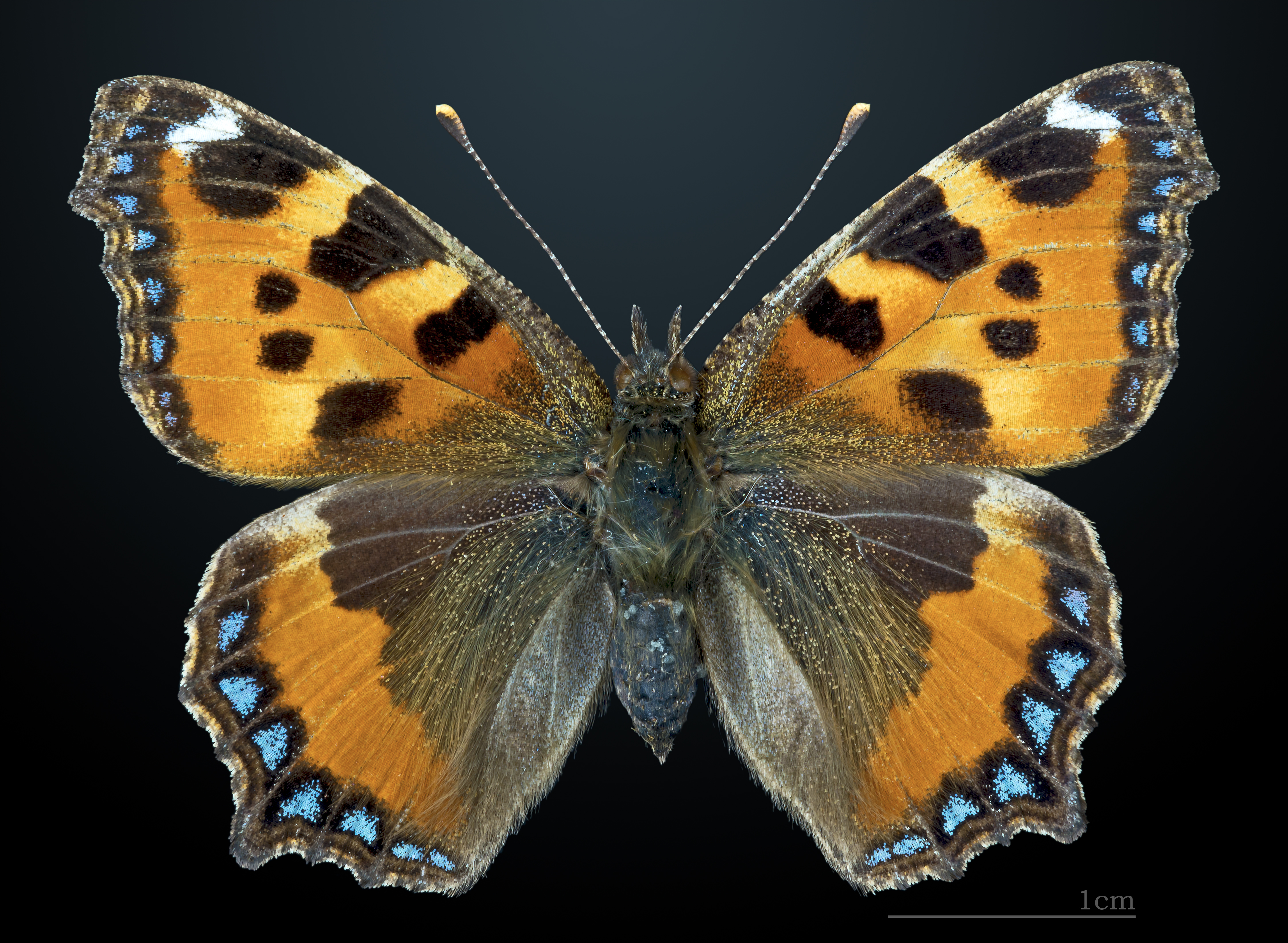
Aglais urticae
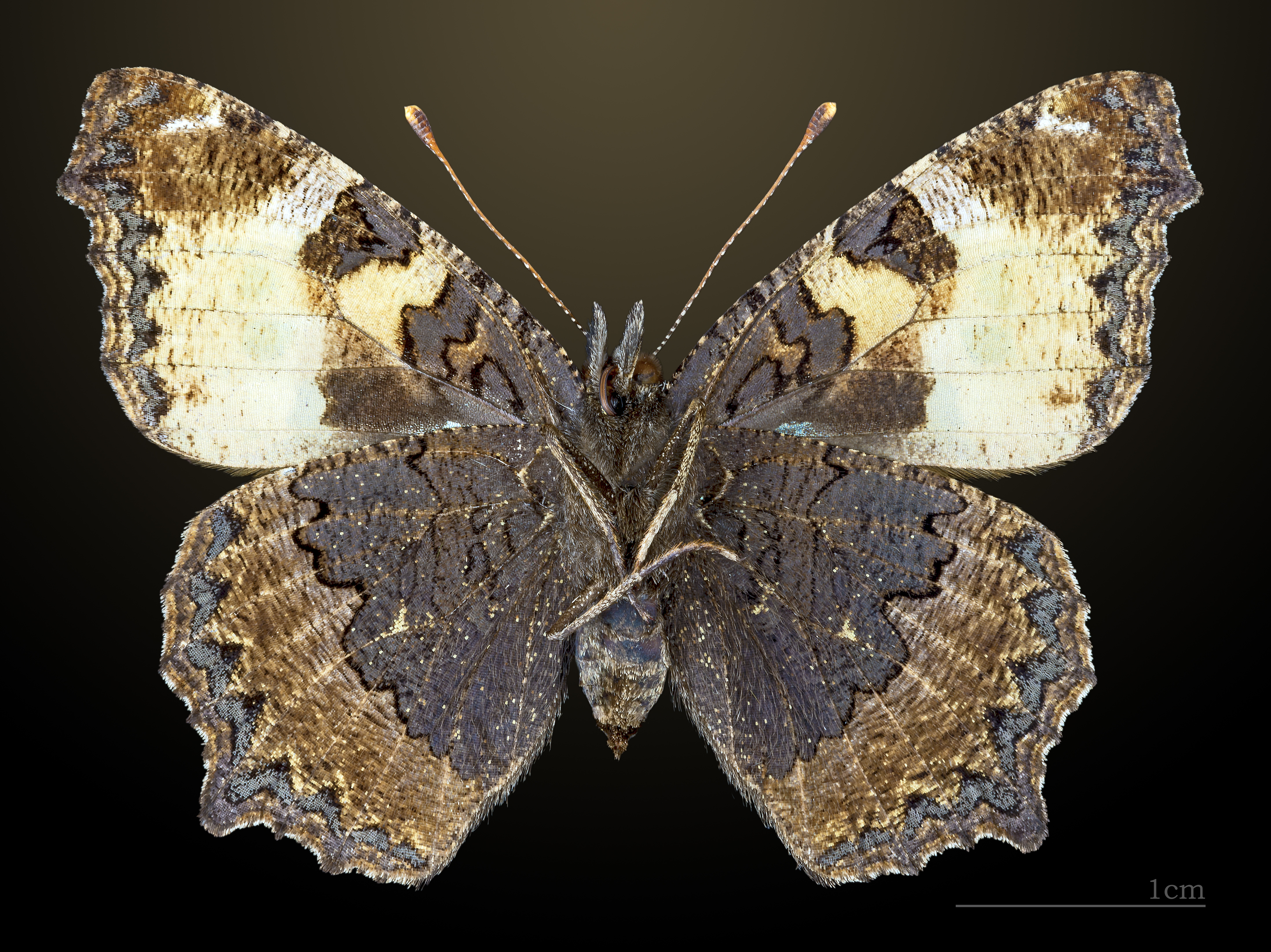
△ Aglais urticae

Las alas posteriores tienen un diseño más uniforme, con las zonas basal y discal negras con escamas y pelos de color ocre. Zona postdiscal naranja intenso y una mancha amarillenta entre la costa y el ápice.
El reverso de las alas anteriores posee la zona basal marrón oscuro, así como el primer tercio y el final de la celda. Entremedias, una mancha amarillenta que contacta con la zona postdiscal que es del mismo color. Cerca del ápice aparecen finos trazos oscuros y en la zona submarginal una serie de lúnulas azul turquesa. Las zonas basal y discal de las posteriores son marrón oscuras separadas por una línea quebrada negra de las zonas postdiscal y marginal que son más claras. La zona submarginal también posee pequeñas lúnulas azul turquesa.

## Ciclo biológico

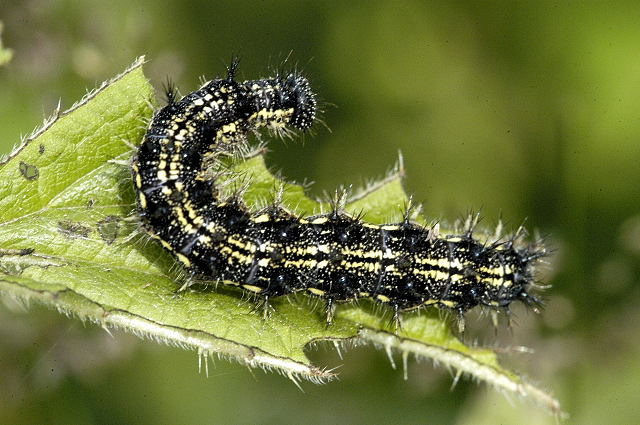
Oruga de ortiguera

Es una especie bivoltina (unvoltina en el extremo septentrional de su área de distribución), con una primera generación que emerge al principio de la primavera y otra a finales. Las hembras depositan entre 150 y 250 huevos que eclosionan a las dos semanas. Las pequeñas orugas son negras, portan numerosas espinas, y suelen vivir agrupadas en pequeños nidos sedosos que las protege de parásitos y predadores. En esta etapa se alimentan de ortigas (Urtica dioica, U. urens). Tras 40 o 45 días de alimentarse, sale del nido y forma una crisálida colgada boca abajo de su planta nutricia o de plantas próximas. Tras emerger, el imago se aparea y la nueva generación se desarrollará durante la primavera y verano, hibernando como adulto para reproducirse en la primavera siguiente.

## Distribución y hábitat
Habita los bosques de ribera, claros de bosque, prados floridos, cercanías de charcas o fuentes, cultivos de regadío y, en general, zonas con un ligero índice de humedad.
Mariposa migradora y cosmopolita se la puede encontrar desde el nivel del mar hasta los 2100 m de altitud, desde el oeste de Europa —pudiendo ser la única mariposa diurna que ocupa toda la geografía europea— hasta el Pacífico asiático. No se encuentra en el norte de África ni en los archipiélagos atlánticos (Azores, Madeira ni Canarias).